# フコンタクテ

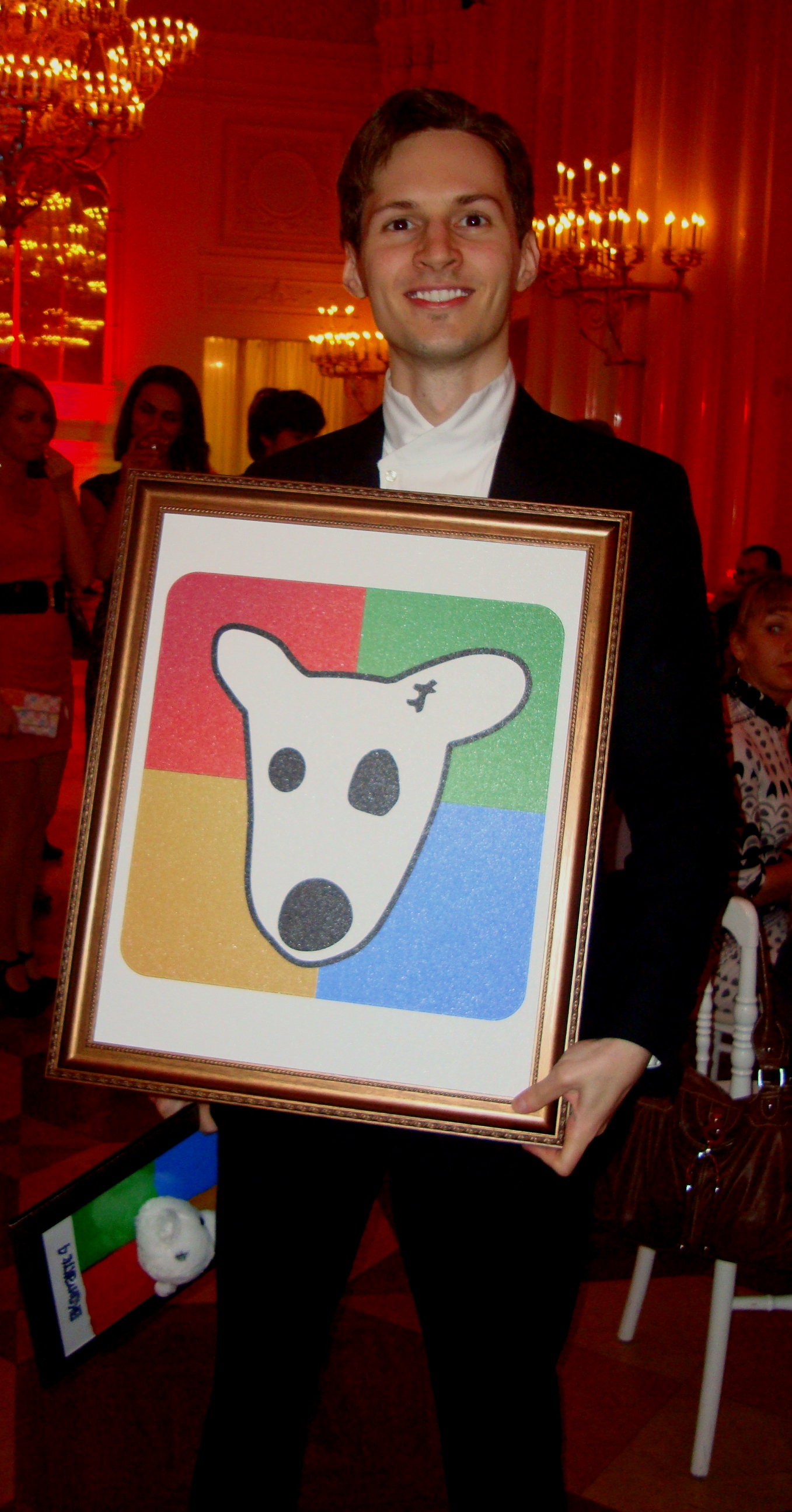
パーヴェル・ドゥーロフ、26歳の誕生日に（2010年）

フコンタクテ（フ コンタクテ、ロシア語: ВКонтакте、英語: VKontakte）は、ロシア最大のソーシャル・ネットワーキング・サービス (SNS)。略称は VK

## 概要
2006年、パーヴェル・ドゥーロフがサンクトペテルブルク大学を卒業直後に創業した。
ロシアにおいてアドナクラースニキと市場占有率を争うSNSで、ウクライナやベラルーシなど旧ソ連邦の国々でも盛んに使われている。
2008年にはアドナクラースニキに市場占有率で迫ると、2012年にはロシア最大級のSNSとなる。
ロシア版フェイスブックとよばれることがある。
2021年、政府系企業であるガスプロムが過半数の株式を買い占めた。

## エピソード
「V Kontakte（フ コンタクテ）」 はロシア語で「接触中」を意味する。